# Cuenca Harney
La cuenca Harney (del inglés: Harney Basin) es una cuenca endorreica de Estados Unidos localizada en el sureste del estado de Oregon, en la esquina noroeste de la Gran Cuenca. Es una de las áreas menos pobladas de los Estados Unidos contiguos, y se encuentra en gran medida en el norte del condado de Harney, limitada al norte y al este por la meseta del Columbia, en la que está contenida, fisiográficamente hablando, y al sur y al oeste por una llanura volcánica. La cuenca comprende una área de 3859 km² en la cuenca del lago Malheur y del lago Harney. El lago Malheur es un lago de agua dulce, mientras que el lago Harney es salino-alcalino.
La cuenca está limitada al norte por el extremo sur de las montañas Blue. La cresta de la montaña Steens separa esta cuenca de la cuenca del desierto Alvord, al sureste. No hay ningún arroyo que cruce las llanuras volcánicas que separan la cuenca Harney de la cuenca del río Klamath, al suroeste. La cuenca incluye sitios arqueológicos de la Zona de recursos Drewsey (Drewsey Resource Area).

## Geografía

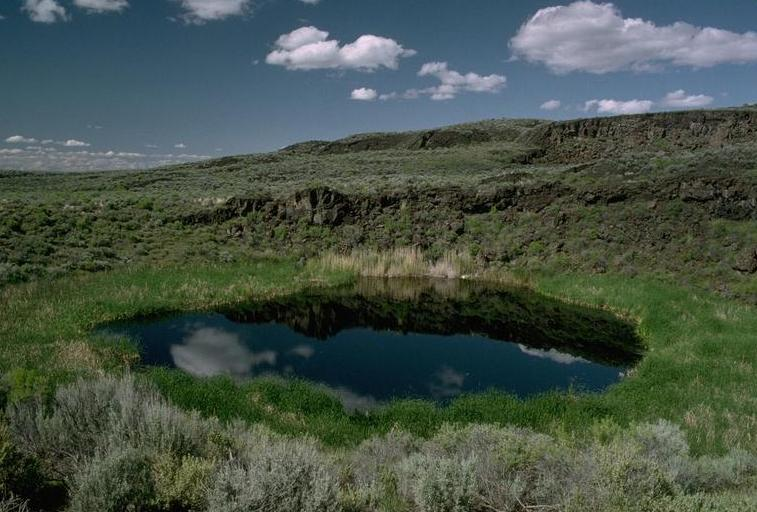
Malheur Maar cerca de Diamond, Oregon

La cuenca central recibe un promedio anual de 150 mm de precipitaciones, recibiendo las montañas de los alrededores unos 380 mm.[cita requerida]  El centro de la cuenca se encuentra en una llanura de tierras bajas en la que están los lagos Malheur y Harney, que reciben los flujos que se originan en las montañas de los alrededores dentro de la cuenca, incluyendo el río Silvies (153 km), desde el norte, y el río Donner und Blitzen (97 km), desde el sur. El lago Harney es el actual sumidero de la cuenca, conectado en algunos años con el lago Malheur pero actualmente separados por unas siempre cambiantes dunas de arena. Ambos lagos experimentan ciclos entre aguas abiertas en los años más húmedos y pantanos en los años más secos. Los humedales alrededor del lago Malheur y del lago Harney forman un humedal oasis en la cuenca, proporcionando un hábitat para muchas especies de aves migratorias, incluyendo 2,5 millones de patos al año. El lago Malheur y sus alrededores están incluidos en el refugio salvaje nacional Malheur (Malheur National Wildlife Refuge).
El condado de Harney, Oregón, tiene una población total de 7609 hab., y la sede condal, Burns [Quemaduras] (2806 hab. en 2010) localizada en el norte de la llanura del lago Malheur, es la única comunidad con una población mayor de 1000 hab.. La ganadería de tierras secas es la base de la economía del área, con relativamente poca agua para la irrigación disponible de los arroyos que entran el lago Malheur.

### Campo volcánico Cuenca Harney
El campo volcánico de la Cuenca Harney (Harney Basin Volcanic Field) es una serie de flujos volcánicos de riolita y de tobas de ceniza fluyendo en torno a Burns.  El campo está dentro de la provincia de Alto Lava Llanuras (High Lava Plains Province).

### Cuenca lagos Harney-Malheur
La cuenca lagos Harney-Malheur (Harney-Malheur Lakes watershed) es una de las pequeñas cuencas de la Gran Cuenca, con 3700 km² La cuenca adyacente del río Donner und Blitzen, de 1980 km² desemboca en el lago Malheur e incluye la parte del río de los 760 km² del refugio salvaje nacional Malheur. «El campo Alkali está situado al sur del lago Malheur, a pocos kilómetros al este del río Donner und Blitzen.»: 23 
La ecorregión Humedales Desierto Alto (High Desert Wetlands ecoregion) es un conjunto de humedales de la ecorregión Cuenca y Cordillera del Norte con 4280 km² en Oregón, incluyendo una amplia zona alrededor de los lagos Harney y Malheur.

## Historia
La cuenca se formó aproximadamente hace unos 32 000 años, cuando los flujos de lava formaron la Malheur Gap, que separa esta cuenca de la cuenca del río Malheur, un afluente del río Snake. Las evidencias arqueológicas indican que la cuenca estuvo habitada desde hace 10 000 años. Los registros de polen indican que el clima, especialmente el nivel de lluvias y las nevadas, ha variado mucho desde el final del Pleistoceno. Las evidencias de técnicas de pesca prehistórica se encuentran en varios sitios. Las evidencias sugieren que existían en la cuenca varias especies  —en particular, chiselmouth, coarse-scale suckers y carpa gigante del norte— que ahora se encuentran solo en la cuenca del río Columbia, lo que indica que en algún momento la cuenca Harney pudo haber estado conectado a la del Columbia. Durante los años más lluviosos, el nivel del lago Malheur aumenta hasta tener una profundidad de 7,5 m, permitiendo a los lagos drenar sobre la Malheur Gap. En los tiempos modernos, sin embargo, el nivel del lago no supera los 3 m de los años más húmedos.
En el siglo XIX la cuenca fue habitada por la tribu india de los paiute del Norte. Fue explorada extensivamente y trampeada por los tramperos de la Compañía de la Bahía de Hudson en la década de 1820.  La cuenca estaba muy lejos de la ruta de la senda de Oregón, pero en 1843 el experimentado mountain man Stephen Meek llevó una partida desgraciada cruzando la cuenca a través del paso Stinkingwater (Stinkingwater  Pass), en busca de un acceso directo hacia The Dalles siguiendo lo que ahora se conoce como Meek Cutoff. Un total de 23 personas murieron mientras la partida deambulaba en la cuenca hasta encontrar agua en el río río Crooked [Tortuoso] (201 km), un afluente del río Deschutes.
Debido a su clima la cuenca sufrió una escasa colonización blanca y quedó en gran parte en manos de los paiute hasta finales del siglo XIX. Presiones para realizar asentamientos y los conflictos con los paiute en otras áreas de Oregon causaron que el presidente Ulysses S. Grant crease para ellos en 1872 la Reserva Malheur, que abarcaba el lago Malheur y gran parte de la cuenca. La creciente presión de asentamientos , en particular, por el descubrimiento de oro en las montañas de los alrededores, así como el interés de los colonos blancos para formar ranchos en la región, hicieron que el Comisionado de Asuntos Indígenas interrumpiese abruptamente la reserva en 1879. Los paiute del Norte sobrevivieron virtualmente sin tierras hasta obtener extensiones de tierra cerca de Burns en 1935.